# Watchmen (serial telewizyjny)
Watchmen – amerykański serial fantastycznonaukowy będący kontynuacją komiksu wydawnictwa DC Comics Strażnicy z 1987 roku autorstwa Alana Moore’a i Dave’a Gibbonsa. Serial został stworzony przez Damona Lindelofa dla stacji HBO. W głównych rolach występują: Regina King, Don Johnson, Tim Blake Nelson, Yahya Abdul-Mateen II, Andrew Howard, Jacob Ming-Trent, Tom Mison, Sara Vickers, Dylan Schombing, Louis Gossett Jr., Jeremy Irons, Jean Smart i Hong Chau.
Serial emitowany jest na kanale HBO oraz w serwisie HBO GO od 20 października 2019 roku. W Polsce serial ten jest dostępny również na kanale HBO i platformie HBO GO od 21 października 2019.

## Obsada
- Regina King jako Angela Abar / Sister Night
  - Faithe Herman jako młoda Angela Abar
- Don Johnson jako Judd Crawford
- Tim Blake Nelson jako Wade Tillman / Looking Glass
  - Phil Labes jako nastoletni Wade Tillman
- Yahya Abdul-Mateen II jako Calvin „Cal” Abar / Jonathan „Jon” Osterman / Doktor Manhattan
  - Darrell Snedeger i Zak Rothera-Oxley jako młody Jon Osterman
- Andrew Howard jako Red Scare
- Jacob Ming-Trent jako Panda
- Tom Mison jako pan Phillips
- Sara Vickers jako pani Crookshanks
- Dylan Schombing jako Christopher „Topher” Abar
- Louis Gossett Jr. jako Will Reeves / Hooded Justice
  - Jovan Adepo jako młody Will Reeves
- Jeremy Irons jako Adrian Veidt / Ozymandiasz
- Jean Smart jako Laurie Blake
- Hong Chau jako Lady Trieu

## Odcinki
| Numer | Oryginalny tytuł                           | Data premiery        | Reżyseria           | Scenariusz                          |
| ----- | ------------------------------------------ | -------------------- | ------------------- | ----------------------------------- |
| 1     | It's Summer and We're Running Out of Ice   | 20 października 2019 | Nicole Kassell      | Damon Lindelof                      |
| 2     | Martial Feats of Comanche Horsemanship     | 27 października 2019 | Nicole Kassell      | Damon Lindelof i Nick Cuse          |
| 3     | She Was Killed by Space Junk               | 3 listopada 2019     | Stephen Williams    | Damon Lindelof i Lila Byock         |
| 4     | If You Don’t Like My Story, Write Your Own | 10 listopada 2019    | Andrij Parekh       | Damon Lindelof i Christal Henry     |
| 5     | Little Fear of Lightning                   | 17 listopada 2019    | Steph Green         | Carly Wray                          |
| 6     | This Extraordinary Being                   | 24 listopada 2019    | Stephen Williams    | Damon Lindelof i Cord Jefferson     |
| 7     | An Almost Religious Awe                    | 1 grudnia 2019       | David Semel         | Stacy Osei-Kuffour i Claire Kiechel |
| 8     | A God Walks into Abar                      | 8 grudnia 2019       | Nicole Kassell      | Jeff Jensen i Damon Lindelof        |
| 9     | See How They Fly                           | 15 grudnia 2019      | Frederick E.O. Toye | Nick Cuse i Damon Lindelof          |

## Odbiór
Serial spotkał się z dobrą reakcją krytyków. W agregatorze recenzji Rotten Tomatoes 96% z 116 recenzji jest pozytywne, a średnia ocen wystawionych na ich podstawie wyniosła 8,6. Z kolei w agregatorze Metacritic średnia ważona ocen z 35 recenzji wyniosła 85 punktów na 100.